# Iljansaari (ö, lat 62,33, long 30,85)
Iljansaari är en ö i Finland. Den ligger i sjön Korpijärvi och i kommunen Joensuu i den ekonomiska regionen  Joensuu ekonomiska region  och landskapet Norra Karelen, i den sydöstra delen av landet, 400 km nordost om huvudstaden Helsingfors. Öns area är 0,4 hektar och dess största längd är 80 meter i öst-västlig riktning.